# Castanospora alphandii
Castanospora alphandii är en kinesträdsväxtart som först beskrevs av Ferdinand von Mueller, och fick sitt nu gällande namn av Ferdinand von Mueller. Castanospora alphandii ingår i släktet Castanospora och familjen kinesträdsväxter. Inga underarter finns listade i Catalogue of Life.